# Шере, Эме
Эме Шере (фр. Aimé Chérest; 1826—1885) — французский историк, специализировавшийся на изучении Великой французской революции.

## Биография
Эме Шере родился 3 марта 1826 года в городе Осере.
Будучи адвокатом в родном городе, он поместил целый ряд исследований в трудах «Société des sciences historiques et naturelles de l’Yonne» и в «Annuaire de l’Yonne». Его перу принадлежат также книги «Везле, исторический очерк» (фр. Vezelay, étude historique; 1863—1868) и «Archiprêtre» (1879); совместно с Максимильяном Кантеном он подготовил издание переписки Жана Лебёфа (фр. Lettres de l’abbé Lebeuf; 1866—1867).
По политическим убеждениям Шере был консерватором и конституционным монархистом, признававшим законность и необходимость революции XVIII века; вскрывая порочность «старого режима», он стремился предостеречь от повторения ошибок прошлого.

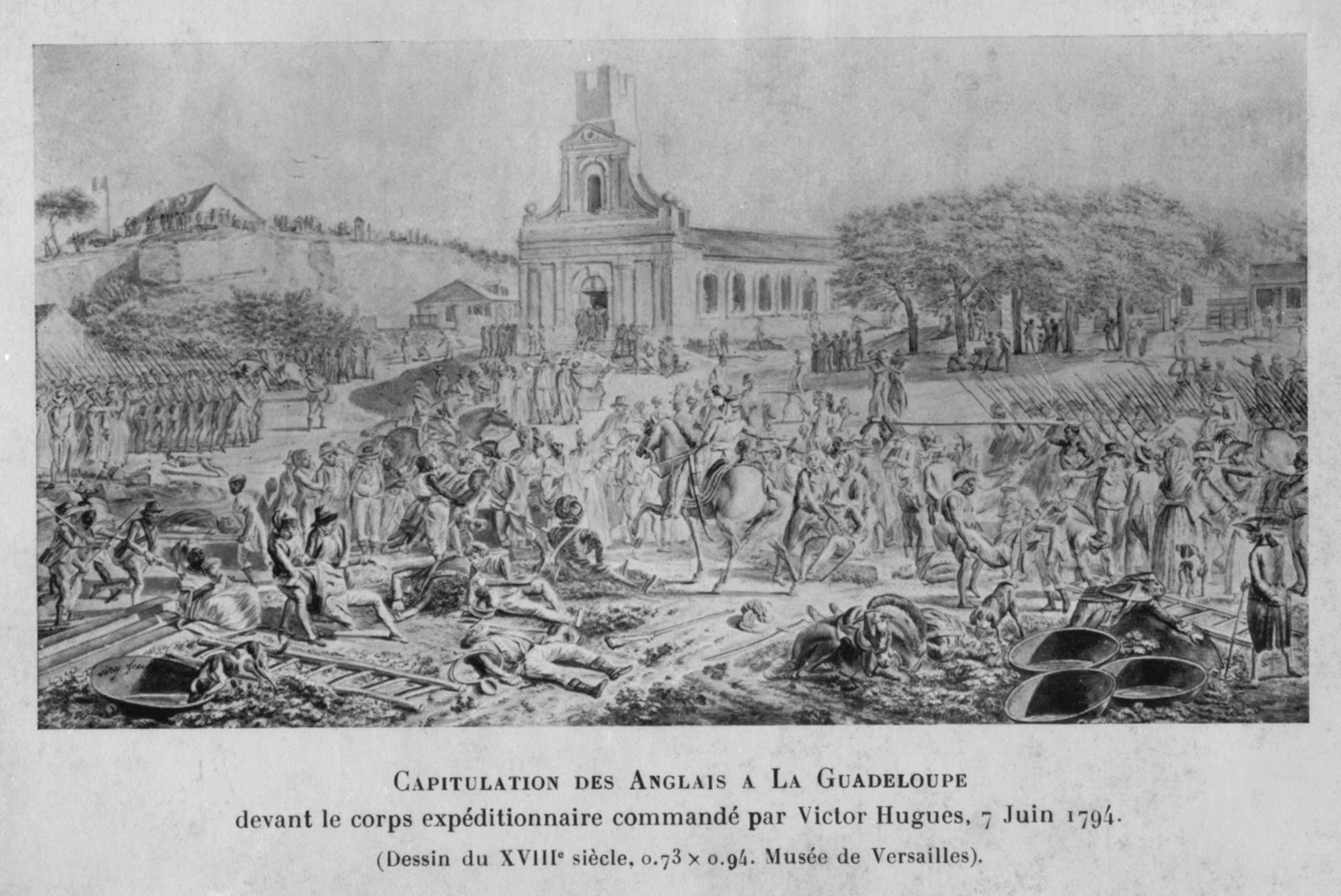
Эпизод Французской революции

В последние годы Э. Шере занимался углублённым изучением Великой французской революции и в 1884 году издал свой главный труд — «Падение старого режима» (фр. La chute de l’ancien régime (1787–1789)), в двух томах; третий том был издан Анри Жоли на уже после смерти Шере в 1886 году. Эта работа была переведена на русский язык Т. А. Богдановичем и Э. К. Пименовой и впервые издана в Российской империи в 1907 году под редакцией русских историков Н. И. Кареева и И. В. Лучицкого. Первый том издания был посвящен предпосылкам Французской революции, а второй том повествует о продолжении начавшихся в французской столице беспорядков в различных провинциях Франции, созыве Генеральных штатов, введении всеобщего голосования, выборах третьего сословия, а также мерах, принятых властями против разрастания протестного движения.
Эме Шере скончался 30 января 1885 года в городе Париже.